# Tetracaină
Tetracaina este un anestezic local din categoria esterilor (este un ester al acidului 4-aminobenzoic), fiind utilizat atât pentru anestezia oftalmică și nazală, cât și pentru anestezia în proceduri dermatologice. Este utilizat sub formă de clorhidrat, în soluții injectabile, sau în preparate de uz oftalmic. În România, tetracaina este utilizată în asociere cu clorhexidina pentru tratamentul afecțiunilor de la nivelul mucoasei bucale și orofaringelui. Pentru uz topic, este adesea utilizată în asociere cu lidocaina.
Tetracaina a fost patentată în 1930 și a fost aprobată pentru uz medical în anul 1941. Se află pe lista medicamentelor esențiale ale Organizației Mondiale a Sănătății.

## Utilizări medicale
- De uz topic, de obicei în asociere cu lidocaină, în anestezie locală, nazală, oftalmică și dermatologică, de scurtă durată, sau pentru a asigura analgezia în anumite proceduri medicale (biopsie, proceduri chirurgicale minore, etc)[10]
- Injectabil, în anestezie epidurală în anumite proceduri chirurgicale[9]
- În comprimate de supt, în asociere cu clorhexidina pentru tratamentul afecțiunilor de la nivelul mucoasei bucale și orofaringelui[11]